# Proges
Proges este un grup de companii importatoare și distribuitoare de materiale pentru amenajări interioare din România.
Grupul deține un număr de peste 65 de magazine și centre logistice în România, parc auto propriu și o rețea de distribuție.
Cifra de afaceri:
- 2008: 100 milioane euro[2]
- 2007: 80 milioane euro[1]